# Danau Paris
Danau Paris (indonez. Kecamatan Danau Paris) – kecamatan w kabupatenie Aceh Singkil w okręgu specjalnym Aceh w Indonezji.
Kecamatan ten znajduje się w północnej części Sumatry. Od zachodu graniczy z kecamatanem Gunung Meriah, od północy z kecamatanem Simpang Kanan, od wschodu z prowincją Sumatry Północnej, a od południa z kecamatanem Singkil Utara.
W 2019 roku kecamatan ten zamieszkiwało 8885 osób, z których wszystkie stanowiły ludność wiejską. Mężczyzn było 4203, a kobiet 4682. W 2010 roku 3926 osób wyznawało islam, a 1959 chrześcijaństwo.
Znajdują się tutaj miejscowości: Biskang, Lae Balno, Napa Galuh, Sikoran, Situban Makmur, Situbuh-Tubuh.